# Helsem
Helsem is een voormalige kern in de Noorse gemeente Stranda, provincie Møre og Romsdal. Helsem telde in 2007 255 inwoners en had een oppervlakte van 0,37 km². Inmiddels maakt de kern onderdeel uit van de hoofdplaats Stranda.